# Октябрьские нарзанные ванны
Октябрьские нарзанные ванны — лечебные ванны в Кисловодске, Ставропольский край, Россия, построенные в 1926—1928 годах и являющиеся объектом культурного наследия регионального значения.

## Описание
Ванны расположены на Курортном бульваре, д. 8, напротив бывшего «Гранд-отеля» (сейчас санаторий «Нарзан») и северного крыла Нарзанной галереи, неподалёку от Главных нарзанных ванн.
Одноэтажное здание ванн находится на участке площадью 4300 м², на котором неглубоко залегает минеральная вода нарзан.
Главный корпус ванн имеет кубическую форму, сверху над большим кубом расположен меньший куб башенки с часами, также имеется купол. Центральное вход, выходящий на Курортный бульвар, украшен небольшой аркой. По сторонам от входа расположены горельефы скульптора К. Л. Луцкого.

## История
Ванны построены на месте доходного дома Понятовской, снесённого в 1926 году. Они были заложены 8 ноября 1926 и открыты 1 мая 1928 года, строительством руководил инженер Е. Вареник. Названы Октябрьскими в честь 10-летия Октябрьской революции.
Ванны построены в строгом советском стиле и относятся к архитектуре конструктивизма. Они стали первой крупной работой архитектора П. П. Еськова. В здании были размещены 60 ванн, а также нарзанохранилище на 400 м³.
В 1981 году решением исполнительного комитета Ставропольского краевого совета народных депутатов № 702 ванны были признаны памятником архитектуры местного значения, позднее — объектом культурного наследия России регионального значения. В 1980-х годах внутри здания ванн были установлены витражи художника И. А. Катанова, украсившие потолки и верхние части внутренних дверей.

## В культуре
Упоминаются в поэме В. В. Маяковского «Хорошо!», написанной им в Кисловодске в 1927 году.